# Westmorland (Californië)
Westmorland is een plaats in Imperial County in Californië in de VS.

## Geografie
De totale oppervlakte bedraagt 1,0 km² (0,4 mijl²) wat allemaal land is.

## Demografie
Volgens de census van 2000 bedroeg de bevolkingsdichtheid 2057,0/km² (5263,6/mijl²) en bedroeg het totale bevolkingsaantal 2131 als volgt onderverdeeld naar etniciteit:
- 55,75% blanken
- 1,03% zwarten of Afrikaanse Amerikanen
- 0,70% inheemse Amerikanen
- 0,33% Aziaten
- 0,05% mensen afkomstig van eilanden in de Grote Oceaan
- 39,42% andere
- 2,72% twee of meer rassen
- 82,21% Spaans of Latino

Er waren 625 gezinnen en 501 families in Westmorland. De gemiddelde gezinsgrootte bedroeg 3,41.

## Plaatsen in de nabije omgeving
De onderstaande figuur toont nabijgelegen plaatsen in een straal van 32 km rond Westmorland.